# Zoersel
Zoersel là một đô thị ở tỉnh Antwerp. Đô thị này gồm các thị trấn Halle, St. Antonius  và Zoersel. Tại thời điểm ngày 1 tháng 1 năm 2006, Zoersel có dân số 20.638 người. Tổng diện tích là 38,65 km² với mật độ dân số là 534 người trên mỗi km².